# Апостол Никанор
Апостол Никанор или ђакон Никанор је био један од седам ђакона и један од седамдесет Христових апостола. Апостол Лука га спомиње у Делима апостолским (Дап 6,5). 
Пострадао је истог дана кад и архиђакон Стефан, након проповедања Светог Јеванђеља.
Православна црква га прославља 28. јула и 28. децембра по јулијанском календару.